# Moyen-âge (album)
Pour les articles homonymes, voir Moyen Âge (homonymie).
Albums de Ange
Le bois travaille, même le dimanche
(2010) Émile Jacotey Résurrection
(2014)
Moyen Âge est le vingt-et-unième album studio du groupe français de rock progressif Ange et le sixième du groupe « époque Tristan Décamps », sorti le 21 mai 2012.
Le groupe emprunte un son rock prog 90’s, avec des synthés gentiment désuets, mélangé pour notre plus grande stupeur à de la variété vaguement rock :
« Une attention toute particulière semble avoir été portée à ce qui fait l'essence même du groupe depuis son origine, à savoir les mélodies. Loin des productions récentes qui avaient pour principal défaut de vouloir sonner moderne à tout prix, en oubliant parfois quelques fondamentaux mélodiques, les douze titres proposés vont majoritairement réveiller quelques souvenirs plus qu'agréables aux oreilles des familiers du groupe, et incruster leurs arabesques au plus profond des centres émotionnels. »
Coté textes l'album est un retour vers le passé pour mieux décrire le présent, et par la même nous rappeler à quel point les choses peuvent sembler statiques, voir primitives :
« Que ce soit sur la royauté : " A la cour du roi nombril " rappelant sans mal notre ex président : " majesté, à quoi sert le pouvoir quand il génère l’échec, sire, au fait, comment va madame ? " ; la pauvreté : " Les riches ont faim de nos envies, ils ont envie de nos besoins. A trop tirer sur la ceinture, les sans abris n’ont de bretelles que l’autoroute, au prix que ça coûte " et même une certaine forme de prostitution consentante " Les clés du harem " et son pubis à péage. Rien n’est épargné par la verve de Christian Décamps, chanteur protéiforme s’il en est, s’essayant à tous les masques, du rocker rigolard au crooner de l’espace ayant " un désir phallique d’enfanter l’univers " »

## Titres
D'après le livret :
Tous les titres sont arrangés par le groupe.
1. Tueuse à gages 4:03 (C. Décamps, H. Hadji)
2. Le premier arrivé attend l'autre 4:23 (C. Décamps, T. Sidhoum)
3. Opéra-bouffe ou la quête du gras 5:31 (C. Décamps, B. Cazzulini)
4. Les mots simples 3:30 (C. Décamps, T. Sidhoum)

### Moyen Âge(suite)
1. Un goût de pain perdu 9:00 (C. Décamps, T. Décamps)
2. Camelote 2:51 (C. Décamps, T. Sidhoum)
3. Le cri du samouraï 3:42 (C. Décamps, H. Hadji)
4. A la cour du roi nombril 10:38 (C. Décamps, T. Décamps)
5. Les clés du harem 3:49 (C. Décamps, H. Hadji)
6. Je ne suis pas de ce monde 8:24 (C. Décamps, B. Cazzulini)
7. Entre les gouttes (la beauté du silence) 7:30 (C. Décamps, T. Décamps)
8. Abracadabra (à l'air libre) 6:10 (C. Décamps, B. Cazzulini)

## Musiciens
D'après le livret :
- Tristan Décamps : claviers, piano classique, chant, chœurs
- Hassan Hadji : guitares
- Thierry Sidhoum : basses
- Benoît Cazzulini : batterie, percussions
- Christian Décamps : chant, guitares et claviers divers

## Équipe technique et artistique
D'après le livret :
- Conception en l'an de grâce 2011
- Mise en musique à la Principauté de la Noiseraie du 16 janvier au 3 février 2012
- Mise en bouche et chants à Dizzcover Studio en la ville fortifiée de Liverdun-Haut du 23 février au 9 mars 2012.
- Laurent Lepagneau : prise de son, réalisation, mastering
- Amandine Pinto : préparation des agapes et autres délires culinaires
- Phil Ulbdinstock : illustrations et conception artistique du digibook
- Christian Décamps et Jean-Philippe Destaing : conception artistique du digibook
- Caroline Vonfelt : contact presse nationale
- Anaïs Driano : contact presse locale, concerts
- JC Boileau (pour AD Production) : contact concerts et management